# Art Sullivan
Art Sullivan, nome artístico de Marc Liénart Van Lidth de Jeude (Bruxelas, 22 de novembro de 1950 - 27 de dezembro de 2019) foi um cantor belga de origem nobre.

## Vida pessoal
Art Sullivan é filho de Josse Liénart van Lidth de Jeude e Marie-José d' Udekem d' Acoz, sendo assim primo distante da rainha consorte dos belgas Mathilde d'Udekem d'Acoz. O  Barão Guy François d'Udekem d'Acoz era portanto seu avô.
Em julho de 1974 faz numa viagem aos Países Baixos para uma emissão de televisão. Aí conhece Johann Lautenshutz, que se viria a tornar seu companheiro de quase 40 anos. Johann é acometido em 1996 por uma meningite que o deixa num coma recorrente durante 18 meses, tendo recuperado desde então.
Na sua biografia disse que «quando morrer, quero que as minhas cinzas sejam deitadas ao mar, em Cascais. Adoro Portugal».
No seguimento da morte de Johann, quis que as suas cinzas fossem lançadas ao mar no Mónaco, junto do seu companheiro, o que efetivamente foi realizado. O seu pedido foi registado em video, na sua conta pessoal de facebook.
Morreu de cancro de pâncreas em 27 de dezembro de 2019.

## Carreira
No dia 14 de fevereiro de 1972 Art Sullivan iniciou sua carreira, assinando o seu primeiro contrato e é editada a canção "ENSEMBLE". Entre 1972 e 1978 vendeu uma dezena de milhões de discos. Por suposto editou em França, mas também em Bélgica,  Alemanha,  Portugal, Espanha, América Latina,
Polónia e Países Baixos. Foi também autor de alguns dos maiores êxitos musicais verificados na década de 70. Temas como: "Ensemble", "Petite Fille Aux yeux Bleus", "Donne Donne Moi", "Petite Demoiselle" entre outros, ainda hoje são reconhecidos e identificados por quem o escuta devidamente.
Em 1978 Art Sullivan deixou de cantar a fim de se dedicar à produção audiovisual, nomeadamente um documentário sobre as famílias reais europeias e uma série sobre as grandes cidades Belgas e do mundo inteiro incluindo Sydney "Ontem e hoje", vendido em 24 países, incluindo a Austrália.
Art Sullivan lançou a sua autobiografia em 2014, Art Sullivan: Drole de Vie en Chansons, escrita por Dominique de York.

## Discografia
- 1978 : A Mi Amor Que Se  Va
- 1973 : Adieu Sois Heureuse
- 2004 : Adieu Sois Heureuse [version 2004]
- 1973 : Aimer Pour Un Été
- America
- 1975 : Appelle-La
- 2000 : Au Soir De L'Automne
- 2002 : Baskets
- 1976 : C'est La Vie, C'est Jolie
- 1975 : C'est Ma Prière
- 2004 : Cette Fille Là
- 2002 : Comme
- 2002 : Couleur-Verre
- Dame Dame Lo
- 1976 : Dona Dona Du Bist Schön
- 1974 : Donne Donne-Moi
- 1979 : Douce Comme L'amour
- 1994 : Donner
- Don't Go
- 1976 : Du Bist Frei
- 1976 : Du Was Ist amour
- 1976 : El amor Que Bello Es
- 1977 : El Niño Perdido
- 1972 : Ensemble
- 2004 : Ensemble [version 2004]
- 1977 : Et Si Tu Pars - Art Sullivan e Kiki
- 1978 : Fan Fan Fan (Ecoute La Music) - Art Sullivan e Cash
- 2004 : Faut Il Mourir Ou Vivre
- 1990 : Garde Moi
- 1994 : Il Est Là
- 1977 : J'ai Pleuré - Art Sullivan e Kiki
- 1994 : J'ai Remarché
- 2000 : Je Me Retire Et Je Reviens
- 2002 : Je Reviendrai
- 2002 : Je Te Aime
- 1975 : Jenny
- 1977: Tu m'a inflamée (là-bas)
- 1977 : Jenny [Portugues version]
- 1976 : Jenny Jenny Lady
- 2000 : J'était Parti
- 1972 : Joelle
- La Carta Azul
- 1974 : La Lettre Bleue
- 1977 : L'amour à La Française - Art Sullivan e Kiki
- 1977 : Lass Mich Nun Gehn
- 2000 : Le Citoyen Numéroté
- 1976 : Le Condamne
- 1985 : Le Temps Qui Passe
- 1979 : Leana
- 1977 : L'enfant Perdu
- 2000 : Liberte
- 1977 : Linda Bonequinha
- 2002 : Lizea
- 2002 : Me Force Pas
- 1977 : Monsieur Tu, Madame Vous
- 2006 : Mourir Ou Vivre
- 1972 : Muy Juntos
- 1994 : On Me Dit Que Je Suis Fou
- 1975 : Pardonnez-Moi
- 2000 : Perestroïka
- 1976 : Pequena demoiselle
- 1975 : Petite Demoiselle
- 1973 : Petite Fille Aux Yeux Bleus
- 1983 : Poker
- 2002 : Pourquoi
- 2002 : Pré Verre
- 1980 : Prends La Vie Comme Elle Vient
- 1981 : Quand J'etait Tout Petit
- 1994 : Quelques Notes De Sixties
- 1978 : Qu'il Me Revienne
- 1974 : Revoir
- 1973 : Sans Toi
- 2002 : Sharabia
- 1983 : Si Tu Veux
- 1978 : So Long Chopin
- 1994 : Soldat De Coeur
- 1978 : Sur Le Bord D'une Vie
- 2004 : T'Arrête Pas
- 1981 : T'En Aller
- 2005 : T'En aller [version 2005]
- 1994 : Toi Et Moi
- 1994 : Toi L'Autre
- 1994 : Tout Est Dans Tout
- 2011 : Tout Est Dans Tout [version 2011]
- 2011 : Tout Est Dans Tout [version Dance 2011]
- 1975 : Tu Es Belle
- 1979 : Tu Minha Me
- 2000 : Un Arc En Ciel èa Noël
- 2000 : Un Amour Éternel
- 1974 : Un Ocean De Caresses
- Una Historia De Amor
- 1974 : Une Histoire D'amour
- 1973 : Une Larme D'amour
- 2004 : Une Larme D'amour [version 2004]
- 2000 : Vaille Que Vaille
- 1975 : Viens Près De Moi
- 2000 : Vieux Carrillonneur
- 1976 : Vivre D'amour, Besoin D'amour
- Y Si Te Va
- 2004 : Yaka

## Concertos
- (1977) Estádio dos Barreiros, Funchal - Madeira, Portugal
- (1977) 16 de Abril no Estádio São Luis, Faro, Portugal
- (2006) 26 de Outubro em Viseu, Portugal
- (2007) Dois Concertos em Portugal: 25 de Maio no Coliseu dos Recreios de Lisboa, 26 de Maio no Coliseu do Porto (Cancelados)

## Álbuns compilados
- The Collection (1993) primeira compilação
- Mes annees d'amour (1993)
- 25 ans de succes (1998)
- 36 Canções (1999) portugal
- Le Citoyen Numerote (2000) Bélgica
- Art Sullivan 72-78 (2002) França
- The best of Art Sullivan (2002) Portugal
- Couleur Verre (2002) França
- T'arrete pas (2004) França
- Arrete, s'il vous plait (2008) França